# A Budapesti Általános Villamossági Rt. áramfejlesztő telepe
A Budapesti Általános Villamossági Rt. áramfejlesztő telepe egy budapesti energiaipari nagyüzem volt.

## Története

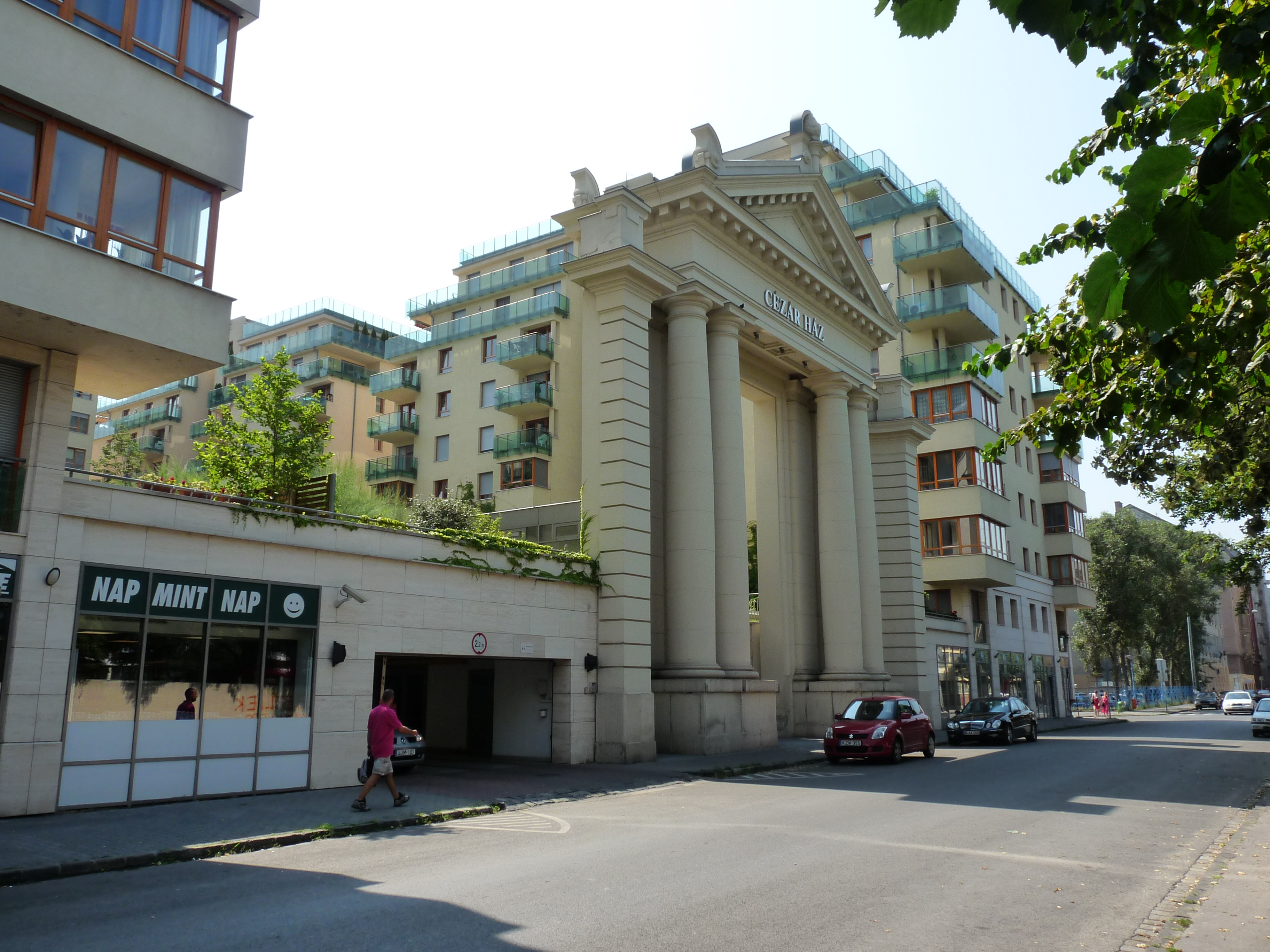
A létesítményből fennmaradt klasszicista stílusú kapu a „Cézár ház”-nál

Budapest villamosítását két ipari vállalat indította el a 19. század végén. Ezek egyike volt a Magyar Villamossági Rt. (székhelye a Váci út 72-74. szám alatt). A két vállalat 1918-ban egyesült, így jött létre a Budapesti Elektromos Művek.
A Budapesti Általános Villamossági Rt. a Hegedüs Gyula u. 83-87. – Tutaj u. 6/a-b. – Visegrádi u. 74-78. – Bessenyei u. 14-16. szám alatti területen.
Tutaj utca 6/a, Csáky (Hegedűs Gyula), a Visegrádi és a Bessenyei utca négyszögében építette fel 1893–1894-ben a székházát / áramfejlesztő telepét. Az (ipari-)neogótikus stílusú nagy méretű együttes terveit Pucher József készítette.
A telepen az áramfejlesztőn kívül több más épület is állt:
- gép- és kazánházak (Pucher József, 1893)
- széntartó (1895)
- hídmérleg és mérlegházikó (1903)
- toldalék (1908)
- más toldalék (Reichl Kálmán, 1916)
- kis gépház (Hubert József, 1912)

Huberten kívül épület tetőszerkezeteket tervezett Reichl Kálmán is 1918-ban és 1922-ben. 1934-ben Molnár Farkas tervei szerint modern stílusú irodaház épült fel a telek belső részén.

## „Vizafogó légszesztartó”
A létesítményhez tartozott a szomszédos, Tutaj u. 3-5. – Visegrádi u. 80/a-b. – Hegedüs Gyula u. 89/a-91. alatti telken egy nagy gáztartály („Vizafogó légszesztartó”), amelyet szintén Pucher tervezett 1892–1893-ban. Az épületet 1970-ben robbantással rombolták le.
A telekre munkás lakóház (Pucher József, 1892), vasszerkezetű szín (Kiss Albert, 1916), lakóház (Kiss Albert, 1921), raktár (Gerstenberger Ágoston és Arvé Károly, 1925), üzemvezetőségi lakóépület (Szabófy Bódog, 1926), próbaállomás (Gerstenberger Ágoston és Arvé Károly, 1936) és gépkocsiszín (Szabófy Bódog, 1939) is épült. Ezek napjainkban már szintén nincsenek meg.
A telken napjainkban az Autóker Holding Zrt. „Római Kert” lakóparkja van.

## Pusztulása
Az épületet 1992-ben kezdték el lebontani, hogy helyére Budapest egyik első exkluzív lakóparkját, az úgynevezett „Cézár ház”-at építsék fel, melyet 2002 tavaszán adtak át. Az épületből a központi kapurész még ma is áll. Az az épület, amelyből ez megmaradt, a többitől eltérő a többitől eltérő stílusú, neoklasszicista formában épült fel 1911 körül, tervezője feltehetően Hubert József volt.